# Lettomanoppello
LettomanopPello là một đô thị thuộc tỉnh Pescara trong vùng Abruzzo Ý. Đô thị này có diện tích 15 km², dân số năm 2001 là 3090 người. Các làng trực thuộc: Chiuse, Fonte Marte, Lavino. Các đô thị giáp ranh gồm:
Abbateggio, Manoppello, Pretoro (CH), Roccamorice, Scafa, Serramonacesca, Turrivalignani